# Heteromeles arbutifolia
Heteromeles arbutifolia; més comunament per a botànics de Califòrnia com a heteromeles, és un arbust perennifoli nadiu de Califòrnia fins a la Baixa Califòrnia, on és un component important de la comunitat vegetal del matoll de la costa i una part del chaparral adaptat a la sequera. Heteromeles és un gènere monotípic de plantes, que pertany a la família de les rosàcies.

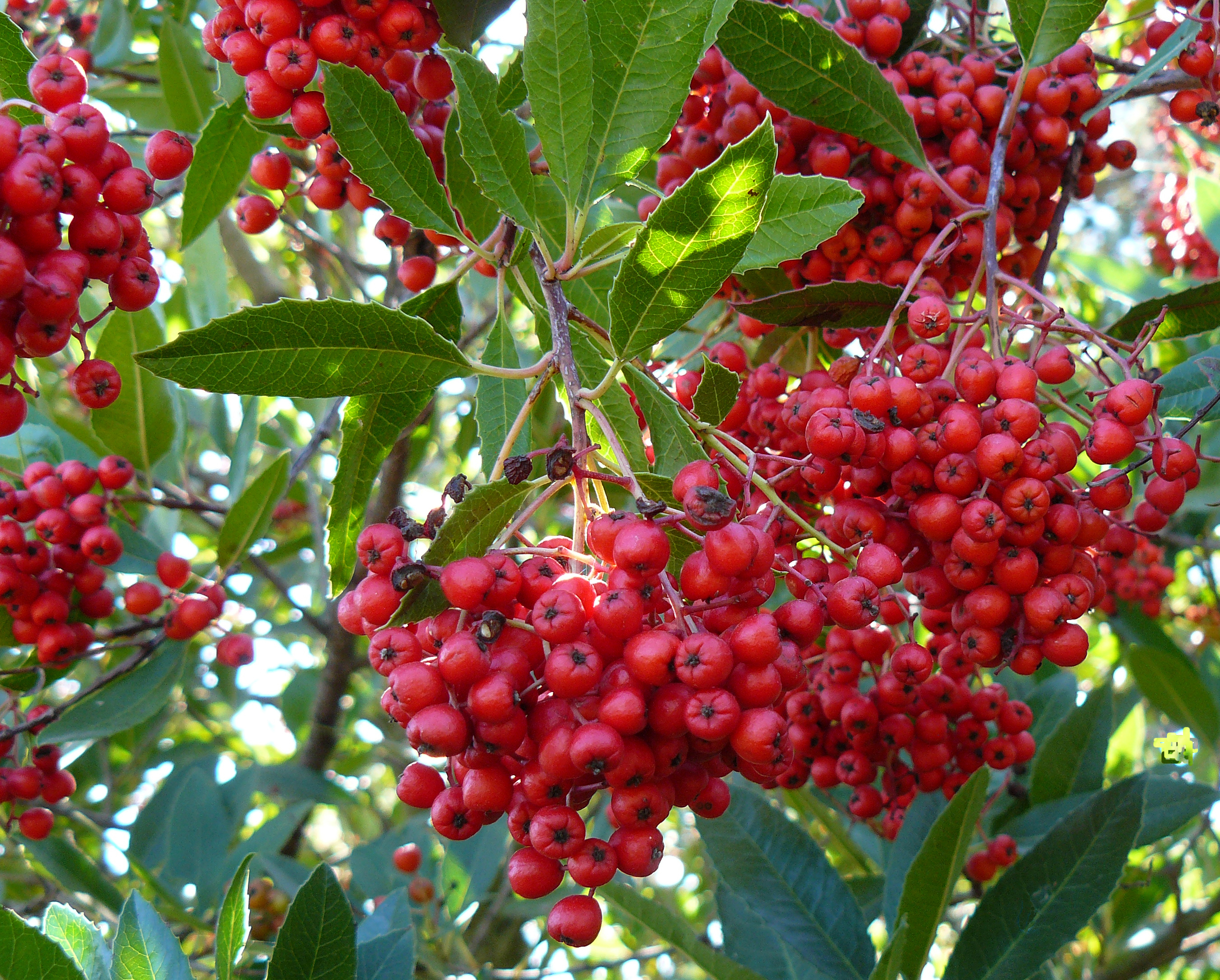
Fruits

## Descripció
Heteromeles arbutifolia normalment assoleix una grandària de 2-5 m de altura i té una part superior arrodonida a irregular. Les seves fulles són perennifòlies, alternes, fortament dentades, amb curts pecíols, i fan 5-10 cm de longitud i 2-4 cm d'ample. A principis de l'estiu produeix petites flors blanques de 6-10 mm de diàmetre, en densos corimbes terminals. El fruit és un petit pom, de 5.10 d'ample de color vermell brillant.

## Cultiu
Es pot cultivar al jardí domèstic en sòl ben drenat, i es cultiva com a planta ornamental des del nord fins al sud d'Anglaterra. Pot sobreviure a temperatures tan baixes com a -12 °C. L'arbust produeix baies de color vermell brillant a l'hivern (que les aus solen menjar voraçment).

## Usos
Les baies sempre van ser aliment per als nadius americans, com ara les tribus Chumash, Tongva i Tataviam. Amb les baies també es poden fer en una gelatina. Els nadius americans també feien un te de les fulles com a remei estomacal. La majoria eren assecades i emmagatzemades, i posteriorment cuites en farinetes o coques.

## Taxonomia
Heteromeles arbutifolia va ser descrita per (Lindl.) M.Roem. i publicat a Familiarum Naturalium Regni Vegetabilis Monographicae 3: 105, a l'any 1847.
Sinonímia
- Crataegus arbutifolia W.T. Aiton
- Heteromeles salicifolia (C. Presl) Abrams
- Heteromeles fremontiana Decne.
- Photinia arbutifolia Lindl.
- Photinia salicifolia C. Presl[3]